# Nyctibius griseus
Nyctibius griseus là một loài chim trong họ Nyctibiidae.